# فابیان مونسون
فابیان مونسون (انگلیسی: Fabián Monzón؛ زادهٔ ۱۳ آوریل ۱۹۸۷) بازیکن فوتبال اهل آرژانتین است.

## باشگاهی
از باشگاه‌هایی که در آن بازی کرده‌است می‌توان به باشگاه فوتبال فلومیننزه، باشگاه فوتبال اودینزه، باشگاه فوتبال نیس، باشگاه فوتبال کاتانیا، باشگاه فوتبال المپیک لیون، باشگاه فوتبال بوکا جونیورز، باشگاه فوتبال رئال بتیس، و باشگاه فوتبال اونیورسیداد شیلی اشاره کرد.

## تیم ملی
وی همچنین در تیم‌های ملی فوتبال زیر ۲۳ سال آرژانتین و آرژانتین بازی کرده‌است.

## افتخارات
وی در مسابقات کشوری و بین‌المللی در مجموع برندهٔ ۱ مدال طلا شده‌است.